# Parent, Québec
Parent är en ort i staden La Tuque i provinsen Québec i Kanada, till 2003 en separat bykommun (municipalité de village). Den ligger i regionen Mauricie längs järnvägen som byggdes av National Transcontinental Railway, 150 km nordväst om centrala La Tuque. Namnet hedrar Simon-Napoléon Parent, som var Québecs premiärminister 1900–1905 och därefter styrelseordförande för Transcontinental till 1911.